# Furona degenera
Furona degenera är en skalbaggsart som först beskrevs av Bates 1880. Furona degenera ingår i släktet Furona och familjen långhorningar.
Artens utbredningsområde är:
- Guatemala.
- Honduras.
- Panama.

Inga underarter finns listade i Catalogue of Life.